# Dicranota querula
Dicranota (Rhaphidolabis) querula là một loài ruồi trong họ Pediciidae. Chúng phân bố ở vùng sinh thái Nearctic.